# 14 avril 1973
Le samedi 14 avril 1973 est le 104e jour de l'année 1973.

## Naissances
- Íñigo Chaurreau, coureur cycliste espagnol
- Adrien Brody, acteur américain
- Anthony Gatto, jongleur américain
- Boštjan Leban, joueur de basket-ball slovène
- Claudio Morganti, politicien italien
- David Miller, ténor américain, né en 1973
- Emmanuel Dahl, acteur français
- Fabien Weber, joueur de football français
- Hidetaka Suehiro, créateur de jeux vidéo japonais
- Johannes van Overbeek, pilote automobile américain
- Luís Germano Borlotes Dias, joueur de football mozambicain
- Nawal Sekkat, peintre marocaine
- Nicolas Dussauge, pilote de vitesse moto français
- Roberto Ayala, footballeur argentin
- Wells Tower, écrivain américain

## Décès
- Alexeï Pakhomov (né le 2 octobre 1900), peintre russe
- Hans Ritter von Seisser (né le 9 décembre 1874), colonel allemand
- Henri Fauconnier (né le 26 février 1879), écrivain français
- Károly Kerényi (né le 19 janvier 1897), philologue et historien des religions hongrois d'expression allemande
- Minna Gombell (née le 28 mai 1892), actrice américaine
- Oliver MacDonald (né le 20 février 1904), athlète américain

## Événements
- Début de la série télévisée Angoisse
- Fin du tournoi des Cinq Nations 1973